# São Pedro (Torres Novas)
São Pedro is een plaats (freguesia) in de Portugese gemeente Torres Novas en telt 5708 inwoners (2001).